# Maciste und die Königin der Nacht
Maciste und die Königin der Nacht (Originaltitel: Maciste l’uomo più forte del mondo) ist ein mythologischer Abenteuerfilm aus dem Jahr 1961, den Antonio Leonviola inszenierte. Die deutsche Erstaufführung des Films war am 21. April 1962.

## Inhalt
Die Stadt Aran wird von den Maulwurfsmenschen zerstört, seltsamen Wesen, die keine Sonne ertragen und deshalb nur nachts aktiv sind. Ihre Herrscherin ist Königin Halis Mojab. Um den Tod des Königs von Aran zu rächen und dessen Sohn und seine Verlobte, Loth und Saliurà, aus der Sklavenschaft zu befreien, macht sich der starke Maciste mit seinem treuen schwarzen Freund Bango auf die Suche nach dem geheimnisvollen Reich.
Sie gelangen in die verwinkelten Gänge des unterirdischen Labyrinths, streiten mit dem Hohepriester Kahab und werden etlichen Gefahren wie Kämpfen mit Löwen und Riesenaffen ausgesetzt. Schließlich gelingt es ihnen – nachdem sich auch die Königin in Maciste verliebt hatte – das Reich mit Hilfe der Sklaven der Maulwurfsmenschen zu Grunde zu richten: Maciste lässt das Zentrum des Reiches einstürzen, sodass Sonne in die Tiefen scheint, wodurch die Maulwurfsmenschen dahingerafft werden.

## Kritik
Bemerkte das Lexikon des internationalen Films ein „weiteres Abenteuer des frisch aus der Bodybuildingschule kommenden Serienhelden im Lendenschurz“, stellte der Film-Dienst fest: „In seinem technischen Aufwand und seiner geistigen Primitivität gleicht der Film den vorherigen der Serie“.
In Italien hieß es: „Wieder keine gleichwertigen Rivalen für den muskulösen Maciste in diesem gut inszenierten Farbabenteuer“.

## Bemerkungen
Der Film war der zweite Tonfilm mit dem mythologischen Helden Maciste als Titelfigur; in einer tragenden Nebenrolle die später sehr erfolgreiche Entertainerin Raffaella Carrà. Alternativer Aufführungstitel ist Maciste bekämpft die Unterwelt.